# ساحر أوز العجيب
 ساحر أوز العجيب هو رواية للأطفال كتبها ليمان فرانك بوم وعززها بالرسوم دنسلو. نشرت أصلا من قبل شركة جورج إم هيل في شيكاغو في 17 مايو 1900، ومنذ ذلك الحين أُعيد طبعها عدة مرات، في معظم الأحيان تحت اسم ساحر أوز،الاسم الذي نال شعبية لدى موسيقية برودواي 1902 والمعروفة برؤية فيلم 1939.
قصة تؤرخ مغامرات فتاة شابة تدعى دوروثي غيل في أرض أوز، بعد أن اجتيح منزلها بعيدا عنها في مزرعتها بكنساس في إعصار.  الرواية هي واحدة من القصص المعروفة في الثقافة الشعبية الأمريكية، وترجمت على نطاق واسع. نجاحها الأولي، هو نجاح برودواي الموسيقية 1902 التي تناولها باوم تناولا جديدا من قصته الأصلية، أدت إلى أن كتب باوم ثلاثة عشر كتابا إضافيا قائمة كتب أوز. واستقر الكتاب الأصلي في الملكية العامة في الولايات المتحدة منذ عام 1956.باوم أهدى الكتاب "إلى صديقي العزيز ورفيقتى، زوجتي"، مود غيج بوم. في يناير 1901، أكملت شركة جورج إم هيل طباعة الطبعة الأولى والتي بلغت 10،000 نسخة.

## النشر
تم نشر كتاب شركة جورج إم هيل. كانت طبعتها الأولى قد أسفرت عن طباعة 10000 نسخة، وبيعت في وقت مبكر من تاريخ النشر 1 سبتمبر 1900. وفي 17 مايو 1900، جاءت النسخة الأولى من الكتاب خارج المطبعة.قام باوم بتجميعها باليد وأهداها إلى أخته، ماري لويز باوم بروستر.

## سمة الرواية
أهم سمات الرواية ”التناقض الذاتي“، فالفزاعة يبحث عن عقل رغم أنه هو من يأتي بالأفكار الذكية طوال الرواية، ورجل القصدير يبحث عن قلب رغم أنه يبكي متأثرا من أتفه الأمور، أما الأسد فيبحث عن الشجاعة رغم أنه بشجاعته ينقذ البطلة دوروثي عدة مرات. وهذه الشخصيات الثلاث ترمز للخصال البشرية الكلاسيكية وهي “الذكاء والحب والشجاعة” غير أن التناقض ونكران الذات الذي تعيشه هذه الشخصيات قلصت هذه الخصال إلى رموز يسعون بحثا عنها.

## الترجمة
قام فهد السعيدي بترجمة رواية ساحر أوز العجيب إلى اللغة العربية ونشرتها مكتبة البطريق في عام 2013م، يقول الأستاذ بدر الجهوري محاضر بجامعة السلطان قابوس في قراءته النقدية للترجمة:” سعى فهد السعيدي في ترجمته إلى إعادة إحياء الجمال في كتابة فرانك بوم وتقديم منجزه العظيم إلى القارئ العُماني بلغة سهلة سلسة ولكن محافظة على هوية النص الأصلي في ذات الآن، فأنتج عملاً فريداً ممتعاً للكبير والصغير".

## قيم تربوية من رواية "ساحر أوز العجيب
1. ليست العبرة بالقوة والضخامة فشيء صغير كافٍ للقضاء عليه ،إن البعوضة تدمي مقلة الأسد. (من دور الأسد الجبان)
2. قد نفعل بعض الأشياء في حياتنا دون قناعة بها خوفا من كلام الناس أن ينعتونا بالحمقى (من دور الفزاعة)
3. قد تقتلنا دموعنا إذا أفرغناها في غير وقتها (من دور الحطّاب القصديري)
4. أن تواجه الأخطار في سبيل الوصول لهدفك فذلك شيء يهون (من دور الطفلة دورثي)
5. قد تضحي بنفسك من أجل أن تفسح الطريق لأصدقائك ليكملوه (من مشهدسقوط الفزاعة في النهر)
6. لا تغترّ برائحة الأزهار الزكية حين تستنشقها فقد تنام بعدها نومة أبدية (الوصول لحقل الخشخاش)
7. لا تتوقع أن يتحقق أملك دون تضحية فلا بدّ دون الشهد من إبر النحل (التقاء دورثي بالساحر أوز العظيم)

## روابط خارجية
- تحميل	رواية ساحر أوز العجيب ترجمة فهد السعيدي
- ساحر أوز العجيب على موقع الموسوعة البريطانية (الإنجليزية)